# Brunswick (Wisconsin)
Brunswick es un pueblo ubicado en el condado de Eau Claire en el estado estadounidense de Wisconsin. En el Censo de 2010 tenía una población de 1.624 habitantes y una densidad poblacional de 16,74 personas por km².

## Geografía
Brunswick se encuentra ubicado en las coordenadas 44°43′15″N 91°35′12″O / 44.72083, -91.58667. Según la Oficina del Censo de los Estados Unidos, Brunswick tiene una superficie total de 96.99 km², de la cual 94.91 km² corresponden a tierra firme y (2.14%) 2.08 km² es agua.

## Demografía
Según el censo de 2010, había 1.624 personas residiendo en Brunswick. La densidad de población era de 16,74 hab./km². De los 1.624 habitantes, Brunswick estaba compuesto por el 98.15% blancos, el 0.18% eran afroamericanos, el 0.25% eran amerindios, el 0.43% eran asiáticos, el 0% eran isleños del Pacífico, el 0% eran de otras razas y el 0.99% pertenecían a dos o más razas. Del total de la población el 0.86% eran hispanos o latinos de cualquier raza.